# Robert Adamowitsch Armstrong
Robert (Roman) Adamowitsch Armstrong (russisch Роман (Роберт) Адамович Армстронг; * 1790 in Petrosawodsk; † 31. Märzjul. / 12. April 1865greg. in St. Petersburg) war ein russischer Bergbauingenieur.

## Leben
Armstrong, ältester Sohn des Metallurgen Adam Armstrong, studierte an der Universität Edinburgh. Walter Scott war ein Kommilitone.
1811 kehrte Armstrong nach Russland zurück und trat als Aufseher-Assistent in den russischen Staatsdienst. 1813 wurde er Aufseher der Giesserei, der Schmiede und der Brennöfen der von seinem Vater geleiteten Alexander-Kanonenfabrik in Petrosawodsk.
1824 wurde Armstrong Geschäftsführer der Olonezer Bergbau-Betriebe. Im Februar 1826 wurde er Vorsitzender der Kommission für den Bau der Alexander-Kirche in Petrosawodsk. Er kämpfte gegen die sich ausbreitende Trunksucht und forderte im Juni 1826 in einem Schreiben den Polizeimeister der Alexander-Fabrik zur stärkeren Überwachung der Vorarbeiter und Arbeiter in den Kasernen auf, dass sie nachts ihre Quartiere nicht verließen und sich nicht versammelten. Nach einer Untersuchung und negativen Bewertung der Heilwässer bei Olonez durch Alexander Petrowitsch Neljubin untersuchte Armstrong die Gesteine und deren Einflüsse auf die Wässer im Olonezer Gebiet und veröffentlichte 1832 einen Bericht mit seinen Ergebnissen und der Aufforderung zu weiterer Forschung.
1833 wurde Armstrong Oberbergmeister 7. Klasse, Bergbau-Chef und Direktoriumsmitglied der Olonezer Betriebe. 1834 wurde er zum Berginspektor (Oberst-Rang) ernannt. Unter seiner Leitung wurde in Petrosawodsk an der Alexander-Kanonenfabrik das Bergbau-Museum eingerichtet, das 1838 eröffnet wurde. Grundlage der Ausstellung waren die Produkte der Alexander-Kanonenfabrik.
1843 wurde Armstrong Chef des St. Petersburger Münzhofs, den er bis 1858 leitete. Sofort setzte er moderne Maschinen zur Reduzierung der Handarbeit ein. 1850 ersetzte er die für die Herauslösung des Silbers aus dem Silbererz benutzten Platin-Gefäße durch gusseiserne Gefäße.
1858 wurde Armstrong zum Generalleutnant befördert und zum Mitglied des Wissenschaftlichen Komitees des Bergbauingenieurkorps ernannt.
Armstrong wurde auf dem Smolensker Friedhof in der Lutherischen Abteilung begraben.

## Ehrungen
- Russischer Orden der Heiligen Anna III. Klasse, I. Klasse[2]
- Orden des Heiligen Wladimir IV. Klasse, II. Klasse[2]
- Sankt-Stanislaus-Orden I. Klasse[2]